# Aspinatimonomma glyphysternum
Aspinatimonomma glyphysternum là một loài bọ cánh cứng trong họ Zopheridae. Loài này được Marseul miêu tả khoa học năm 1876.